# Los Barrios de Luna
Los Barrios de Luna är en ort i Spanien.   Den ligger i provinsen Provincia de León och regionen Kastilien och Leon, i den norra delen av landet, 300 km nordväst om huvudstaden Madrid. Los Barrios de Luna ligger 1 032 meter över havet och antalet invånare är 317.
Terrängen runt Los Barrios de Luna är huvudsakligen kuperad. Los Barrios de Luna ligger nere i en dal. Runt Los Barrios de Luna är det glesbefolkat, med 8 invånare per kvadratkilometer. Närmaste större samhälle är La Robla, 19,5 km öster om Los Barrios de Luna. Trakten runt Los Barrios de Luna består i huvudsak av gräsmarker.